# Марга-Марга (провинция)
Прови́нция Марга-Марга  (исп. Provincia de Marga Marga ) — провинция в Чили в составе области Вальпараисо.
Провинция Марга Марга образована в 2009 году, официальная дата создания — 11 марта 2010 года. Вновь созданной провинции были переданы коммуны Кильпуэ и Вилья-Алемана, входившие в состав провинции Вальпараисо, а также коммуны Лимаче и Ольмуэ, входившие в состав провинции Кильота.
Территория — 1179,4 км². Численность населения — 341 893 жителей (2017). Плотность населения — 289,89 чел./км².
Административный центр — Кильпуэ.

## География
Провинция граничит:
- на севере — провинция Кильота
- на востоке — провинция Чакобуко
- на юге — провинция Мелилья и Чакобуко
- на западе — провинция Вальпараисо

## Административное деление
Провинция включает в себя 4 коммун:
- Лимаче . Админ.центр — Лимаче.
- Ольмуэ . Админ.центр — Ольмуэ.
- Кильпуэ . Админ.центр — Кильпуэ.
- Вилья-Алемана . Админ.центр — Вилья-Алемана.

## Демография
Согласно сведениям, собранным в ходе переписи 2017 г Национальным институтом статистики (INE), население провинции составляет:
| Полное население                            | Полное население                            | Полное население                            | Полное население                            | Полное население                            | 341 893 |
| ------------------------------------------- | ------------------------------------------- | ------------------------------------------- | ------------------------------------------- | ------------------------------------------- | ------- |
| в том числе:                                | Городское население                         | 326 369                                     | Процент городского населения, %             | 95,46                                       |         |
|                                             | Сельское население                          | 15 524                                      | Процент сельского населения, %              | 4,54                                        |         |
|                                             | Мужское население                           | 162 452                                     | Процент мужского населения, %               | 47,52                                       |         |
|                                             | Женское население                           | 179 441                                     | Процент женского населения, %               | 52,48                                       |         |
| Плотность населения, чел/км²                | Плотность населения, чел/км²                | Плотность населения, чел/км²                | Плотность населения, чел/км²                | Плотность населения, чел/км²                | 289,89  |
| Население провинции в % к населению области | Население провинции в % к населению области | Население провинции в % к населению области | Население провинции в % к населению области | Население провинции в % к населению области | 18,83   |

| Динамика изменения населения провинции | Динамика изменения населения провинции | Динамика изменения населения провинции | Динамика изменения населения провинции |
| -------------------------------------- | -------------------------------------- | -------------------------------------- | -------------------------------------- |
| 1992                                   | 2002                                   | 2012                                   | 2017                                   |
| —                                      | —                                      | 332487                                 | 341893▲                                |

## Крупнейшие населённые пункты[4]
| № | Населённый пункт | Категория | Население чел.(2002) | Мужское население чел. | Женское население чел. | Территория км² |
| - | ---------------- | --------- | -------------------- | ---------------------- | ---------------------- | -------------- |
| 1 | Кильпуэ          | город     | 126893               | 60417                  | 66476                  | 38,06          |
| 2 | Вилья-Алемана    | город     | 94802                | 45446                  | 49356                  | 31,26          |
| 3 | Лимаче           | город     | 34948                | 17042                  | 17906                  | 18,63          |
| 4 | Ольмуэ           | город     | 10379                | 5159                   | 5220                   | 19,07          |